# 參旗增五
參旗增五，即獵戶座15，又名BD+15 752，HD 33276、SAO 94359、HR 1676，是獵戶座的一颗恒星，视星等为4.82，位于銀經186.74，銀緯-14.21，其B1900.0坐标为赤經5h 3m 58.4s，赤緯+15° -14.21′ 11″。
參旗增五是天王星的南極星。